# حمام قدیمی روستای کهنه کویه
حمام قدیمی روستای کهنه کویه مربوط به دوره قاجار است و در شهرستان املش، بخش رانکوه، روستای کهنه کویه واقع شده و این اثر در تاریخ ۲ آبان ۱۳۸۲ با شمارهٔ ثبت ۱۰۶۰۷ به‌عنوان یکی از آثار ملی ایران به ثبت رسیده است.